# Březina (ort i Tjeckien, Södra Böhmen)
Březina är en ort i Tjeckien.   Den ligger i regionen Södra Böhmen, i den centrala delen av landet, 100 km söder om huvudstaden Prag. Březina ligger 558 meter över havet och antalet invånare är 153.
Terrängen runt Březina är lite kuperad. Runt Březina är det ganska glesbefolkat, med 26 invånare per kvadratkilometer. Närmaste större samhälle är Jindřichův Hradec, 17,6 km söder om Březina. Omgivningarna runt Březina är en mosaik av jordbruksmark och naturlig växtlighet.